# Cuntis

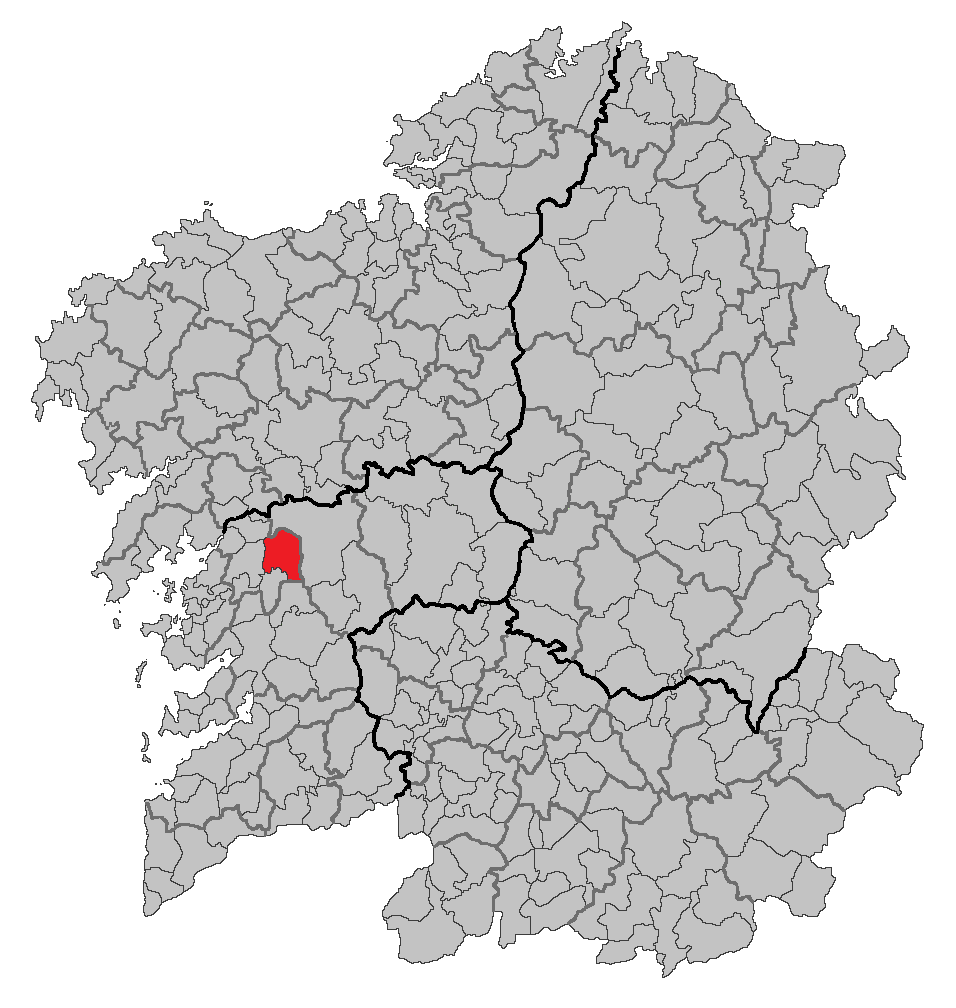
Cuntis, Pontevedra, Galizia

Cuntis è un comune spagnolo di 5 530 abitanti situato nella comunità autonoma della Galizia.